# エクストラ EA-300
エクストラ EA-300
エクストラ EA-300
ロイヤル・ヨルダニアン・ファルコンズ所属機
（2006年撮影）
- 用途：曲芸飛行
- 設計者：ウォルター・エクストラ（英語版）
- 製造者： ドイツ エクストラ
- 初飛行：1988年5月

エクストラ EA-300（英: Extra EA-300）は、ドイツのエクストラ社が製作する曲技飛行用飛行機。「エクストラ300」とも呼ばれる。
信頼性と高性能を両立し、1988年の登場以来、2020年代の現在に到るまでの間、曲技飛行機の代表的機種の一つとして地位を確立している。

## 概要
曲技飛行士ウォルター・エクストラの手によって1987年に設計され、翌年に初飛行した。機体はカーボンファイバーと鋼管フレーム製で、主翼は対称翼となっている。エンジンはライカミング・エンジンズ製のレシプロエンジン、プロペラはMT-プロペラ製の3翅を採用。荷重制限は+/-10G。
航空計器を航空法で必須とされるものだけに絞るなど曲技飛行に特化するため軽量化を優先しているが、曲技飛行に欠かせないスモーク発生装置を標準装備している。
民間では多くの曲技飛行士が世界選手権で使用し2009年に初優勝、2013年から2017年まで連続優勝を果たしており､レッドブル・エアレース・ワールドシリーズ用のモデルも存在する。複座型は曲技飛行の初等訓練や体験にも利用されている。
軍用としてはヨルダン空軍のロイヤル・ヨルダニアン・ファルコンズやチリ空軍のアルコネスなど曲技飛行隊に使用されている。
エクストラは2018年現在、SC、LX、LTと低価格の入門用モデルEA-200の4機種を販売している。

## 派生型

### EA-300
オリジナルの複座型。

### EA-300S
単座型。翼幅は 50 cm (19+1⁄2 in) 縮小され、より大きなエルロンが取り付けられている。
EA-330SX
300Sの改良型。エンジンをAEIO-580に変更、より広いコードラダー、より大きなエレベーターに換装している。後に330SCに置き換えられた。
EA-300SP
300Sのパフォーマンスバージョンである。重量が減り、330SXの尾翼が取り付けられた。廃止され、330SCに置き換えられた。
EA-300SHP
"HP" は "High performance（高性能）" を表す。AEIO-580を搭載した未認証バージョンである。
EA-300SR
レッドブル・エアレース・ワールドシリーズ用に設計された高揚力翼を使用した改良モデル。2007年7月にデビューした。レッドブルエアレースでは2009年レッドブル・エアレース・ワールドシリーズ以降使用されていない。
EA-330SC
「Lycoming IO-580」を搭載した単座型。300Sをさらに競技向けに特化し、ロール率の向上とロール停止の容易さを備えている。現在の世界選手権では主流となっている。

### EA-300L

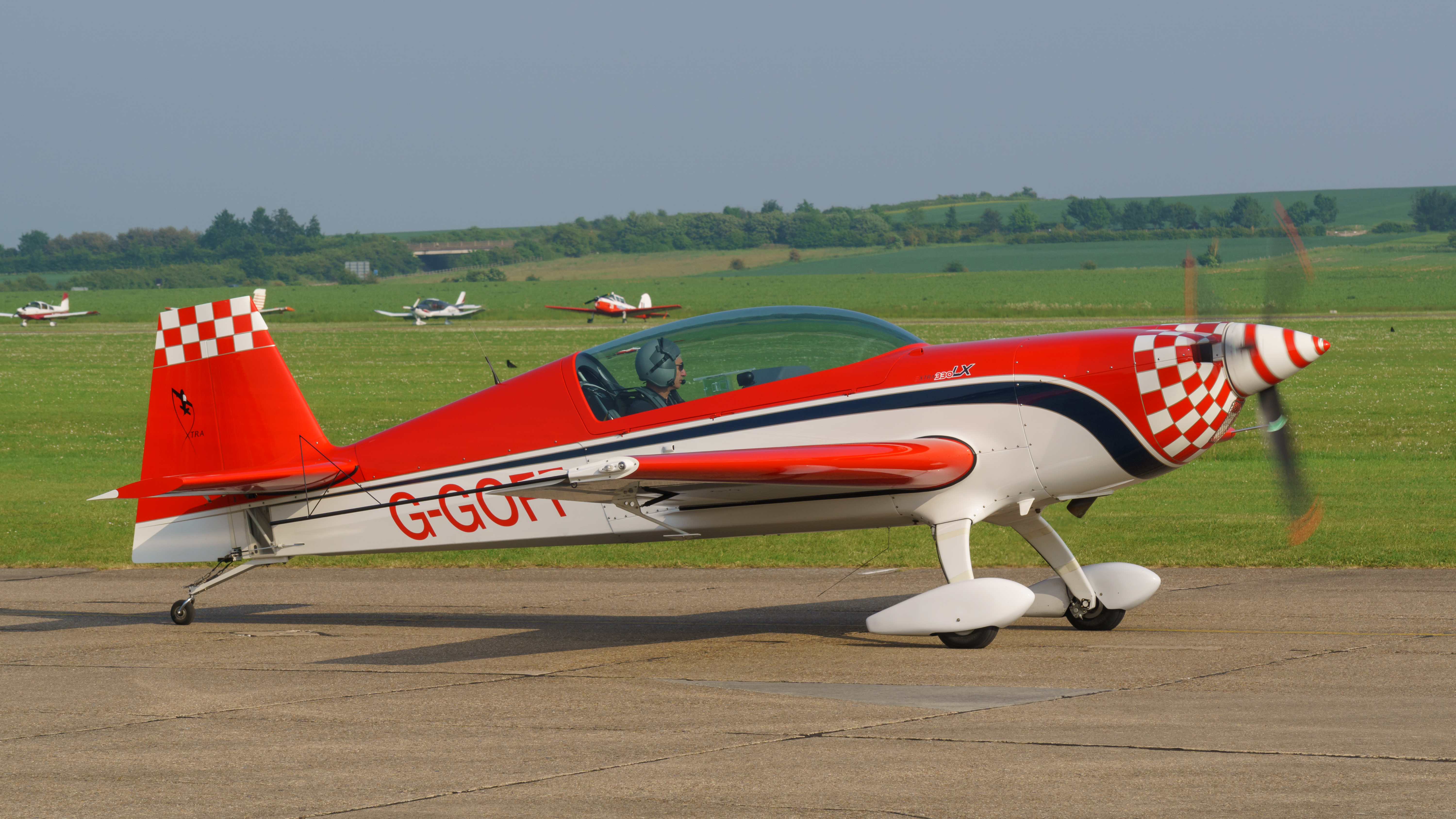
EA-330LX

"L"は2人乗りバージョンを表す。AEIO-540で動力を与えられる2座席の航空機で、低い翼と短い胴体を備えている。曲技飛行を始める際に教官が同乗する練習機として使用されており、最も多く生産されている。翼は胴体の底に取り付けられ、スパンは26フィートから24フィートに減少している。改良された補助翼は、300Lのロールレートを400度/秒に上げる。すべての300Lは、連邦航空局および欧州連合航空局の規制に基づいて完全に認定されている。
EA-330LC

ライカミング・エンジンズのライカミングIO-580を搭載。
EA-300LP
「P」はパフォーマンスを表す。300Lの軽量版で、競技会やエアショーのパフォーマンスを改善するために再設計されている。
EA-330LX
AEIO-580を搭載した複座型。2014年レッドブル・エアレース・ワールドシリーズ以降、2017年までのチャレンジャークラスで使用される機種であり、レギュレーションに対応した電子飛行計器システムを搭載している。なお、チャレンジャークラスは2018年からはジブコ エッジ540 V2に変更となる。■右列に画像あり。
EA-330LT
AEIO-580を搭載した複座型。330LXをベースに電子飛行計器システムを搭載、ロールレートを縮小するなど、曲技よりも長距離飛行に適したセッティングとなっている。
EA-330LE
単座型。出力 260 kWのシーメンス社製モーター「SP260D」 (en) を搭載した電動飛行機の実験機。
2017年3月23日、ドイツはノルトラインヴェストファーレン州ヴェーゼル地区の町ディンスラーケン (Dinslaken) にあるディンスラーケン・シュヴァルツェ・ハイデ飛行場 (Flugplatz Dinslaken Schwarze Heide) より飛び立った当機は、3 kmに亘って最高速度 342.86 km/hの飛行を行い、電動飛行機の速度記録を樹立。国際航空連盟 (FAI) には、操縦者ヴァルター・カンプスマン (Walter Kampsmann) 名義で認定された。関連記事「乗り物に関する世界一の一覧#飛行機」も参照のこと。
また、2017年3月24日には、世界で初めてグライダーを牽引した電動飛行機となった。

## 運用

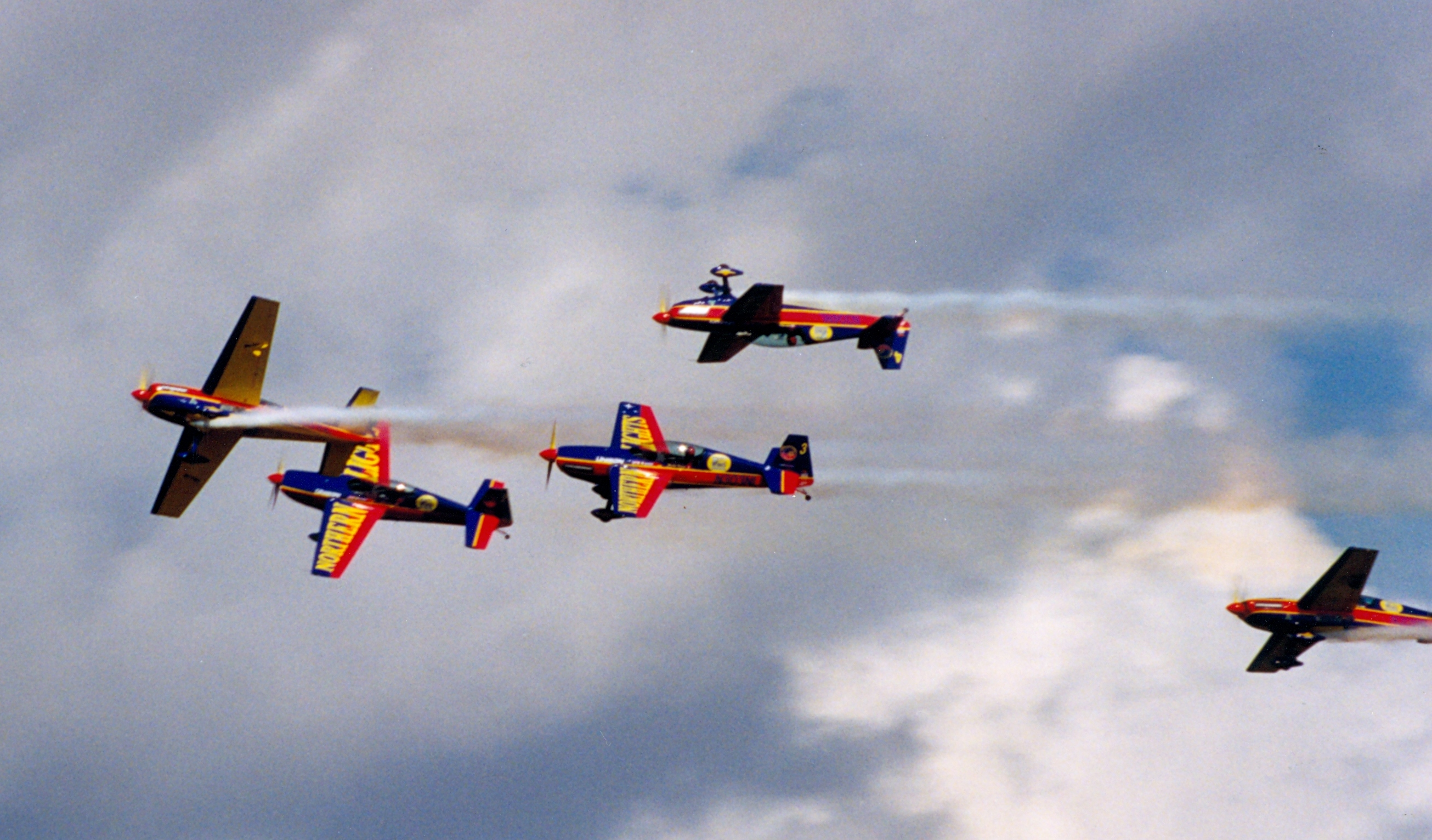
ノーザン・ライツの曲芸飛行

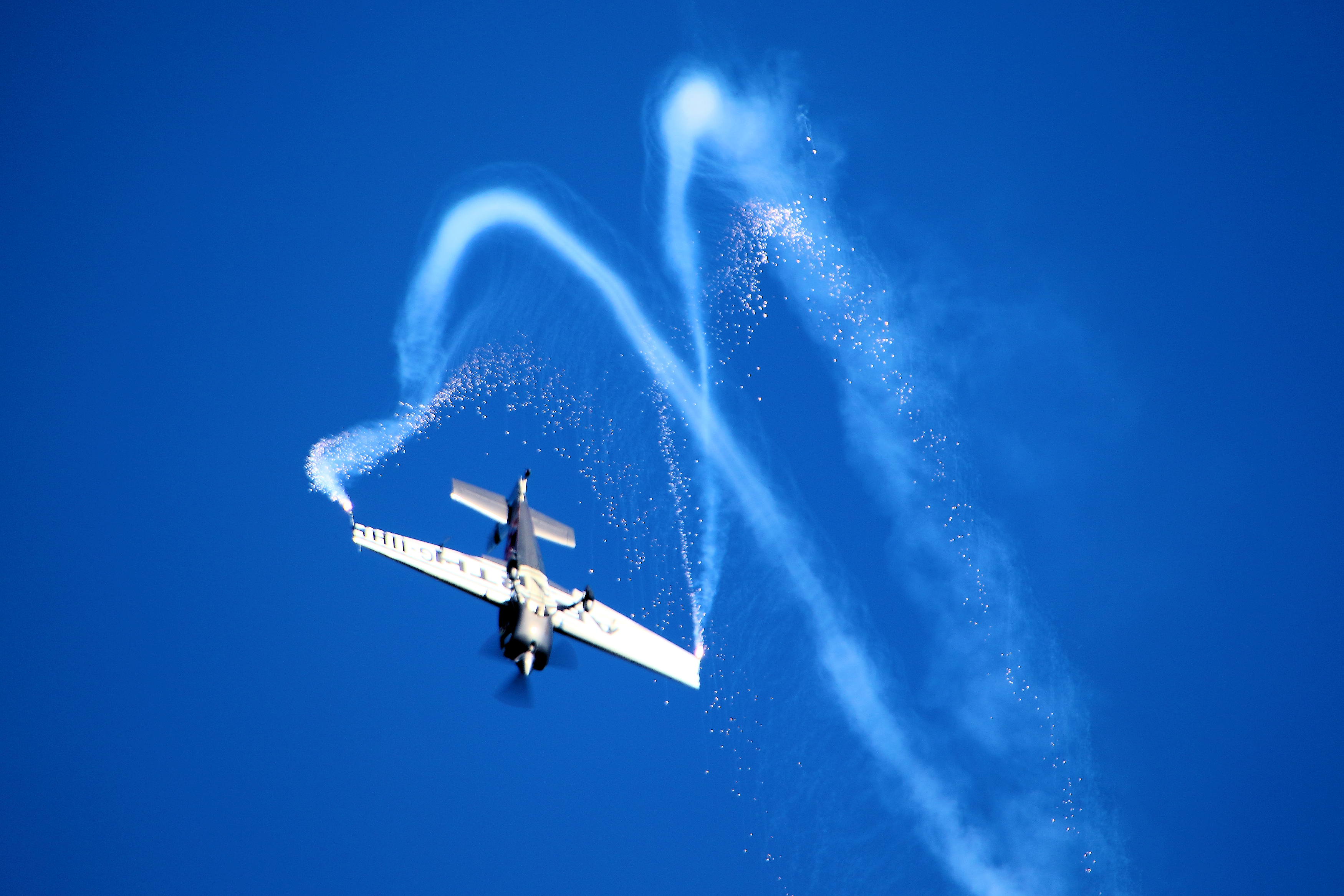
EA-330SC による曲芸飛行

### 民間
- ベン・マーフィーが所属するザ・ブレーズ（英語版）は、4機のエクストラ EA-300LP のチームを使用して、イギリスのエアショーで展示する。また、パイロットのトレーニングと空中訓練のメンバーへの旅客便に使用する[9]。
- チャック・コールマン (Chuck Coleman) が所有していたエクストラ EA-300は、バート・ルータンのスペースシップワンおよびグローバルフライヤー（飛行試験中）のチェイス機（英語版）（同伴機）であった。
- パッティー・ワッグスタッフ（英語版） (Patty Wagstaff) は、1980年代半ばから、エクストラ EA-300の 230、260の様々なモデルを、エアロバティック競技やエアショーに使用している[10]。
- カナダの「ノーザン・ライツ・エアロバティックス (Northern Lights Aerobatics)」チーム（のちの『ノーザン・ライツ・コンバット・エアー・サポート (Northern Lights Combat Air Support)』で、現在のロルティ航空株式会社 (Lortie Aviation Inc.)。）は、1994年から2000年まで、5機のエクストラ EA300を飛ばした[11]（■右に画像あり）。
- フィンランド航空学院（英語版）は、アップセットリカバリートレーニングのための1機の航空機を運用している。

### 軍用
チリ
チリ空軍所属のエスクァドリーリャ・デ・アルタ・アクロバシア・アルコネス (Escuadrilla de Alta Acrobacia Halcones) 、通称「アルコネス」と呼ばれる曲芸飛行隊は、2003年からエクストラ EA-300Lを使用している。
 フランス
フランス航空宇宙軍 - 2024年時点で、計3機のEA-300/EA-330を保有。
 ヨルダン
ヨルダン空軍では、ロイヤル・ヨルダニアン・ファルコンズ（ロイヤル・ヨルダン航空とヨルダンの公式の国立曲芸飛行チーム）が、4機のエクストラ EA-300を形成する。
 マレーシア
マレーシア王立空軍（cf. マレーシア軍#空軍）所属の曲芸飛行デモンストレーションチーム「クリス・サクティ (Kris Sakti) 」が使用している。

## 諸元 (EA-300L)
出典: Extra Aircraft's EA-300L page
諸元
- 乗員: 1
- 定員: 2
- 全長: 6.95 m （22 ft 9.5 in）
- 全高: 2.62 m （8 ft 7.25 in）
- 翼幅: 7.39 m（24 ft 3 in）
- 翼面積: 10.44 m2 （112.4 ft2）
- 翼型: symmetrical (no camber), zero incidence, zero dihedral/anhedral
- 空虚重量: 682 kg (approx.) （1,500 lb (approx.)）
- 運用時重量: 952 kg （2095 lb）
- 有効搭載量: 270 kg （595 lb）
- 最大離陸重量: 952 kg （2095 lb）
- 動力: ライカミング AEIO540-L1B5 水平対向6気筒エンジン MT Propeller composite propeller (3- or 4-blade)、224 kW （300 hp）   × 1

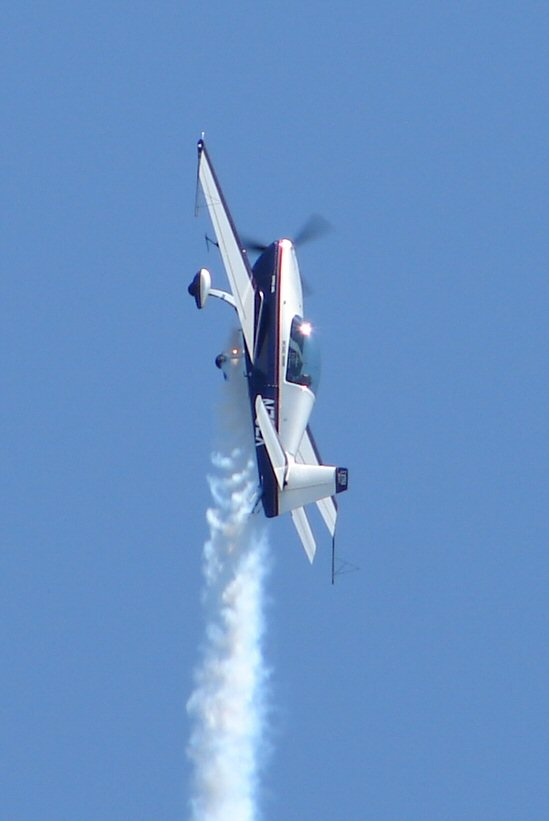
EA-300

- 燃料搭載量:  199.5 l (52.7 U.S. gal)

性能
- 超過禁止速度: 408 km/h （220 knot, 253 mph）
- 巡航速度: 317 km/h （170 knot, 196 mph）
- 失速速度: 102 km/h （55 knot, 63 mph）
- 航続距離: 944 km with auxiliary fuel （510 海里, 586 statute mi）
- 実用上昇限度: 4875 m （16,000 ft）
- 上昇率: 975 m/min （3200 ft/min）
- 馬力荷重（プロペラ）:  （5.9 lb/hp (typ. solo configuration)）
- * ロールレート : 400 度/秒